# Glasi-Quartier

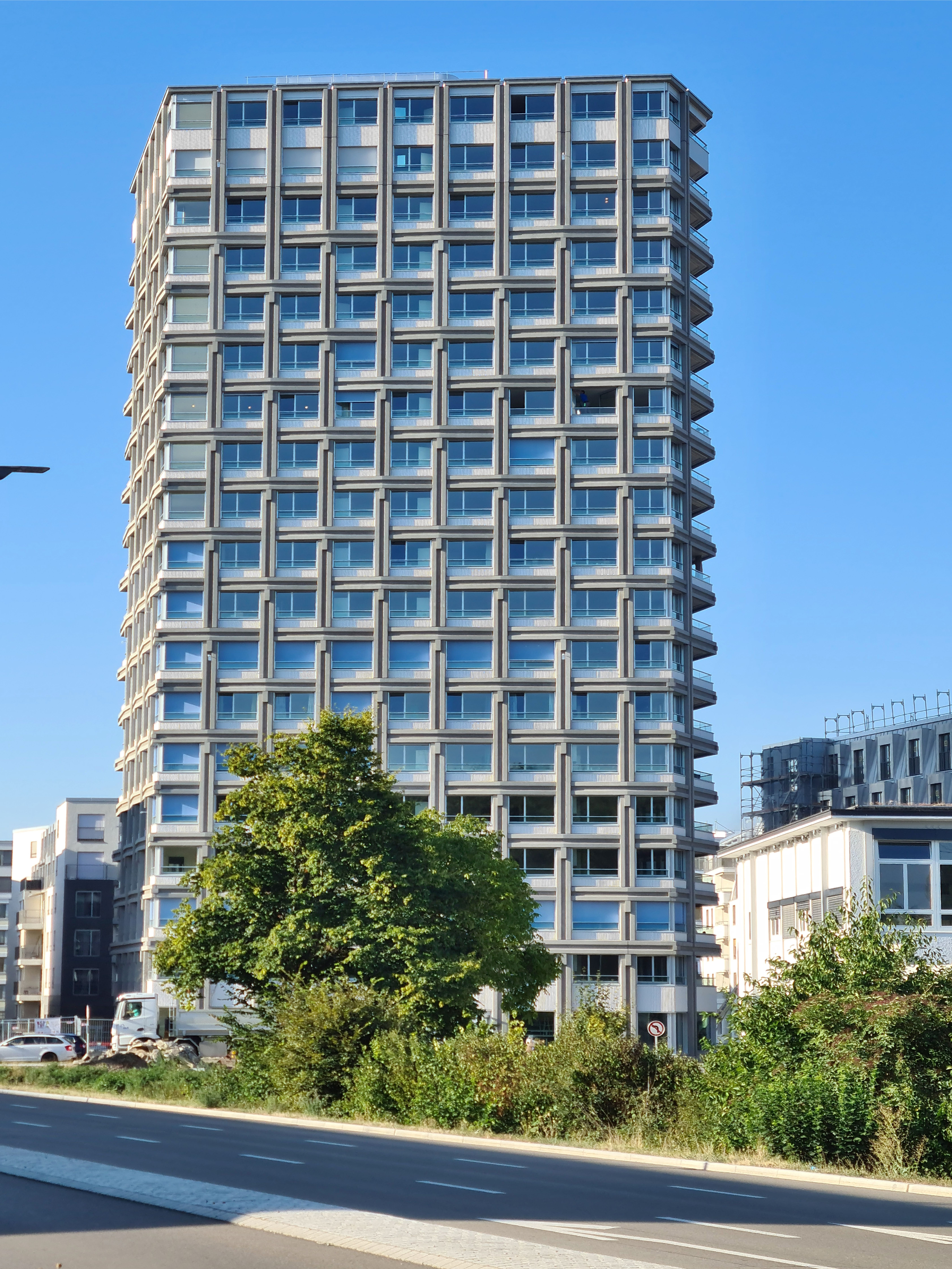
Wohnturm Glasi-Quartier

Das Glasi-Quartier ist eine Überbauung in der Gemeinde Bülach, Kanton Zürich, die zwischen 2019 und 2023 auf einem 42'000 m2 grossen Grundstück nördlich des gleich angrenzenden Bahnhofs Bülach entstand.

## Entstehungsgeschichte
Zwischen 1891 und 2002 produzierte die Glashütte Bülach, die grösste Glashütte der Schweiz, auf dem Areal verschiedene Glasfabrikate, unter anderem die grünen Bülacher Einmachgläser. Nach Stilllegung der Glashütte lag das Areal jahrelang brach.
2010 liess die Stadt Bülach untersuchen, wie sich das Areal sowie das umliegende Gelände entwickeln liessen. Zu diesem Zweck wurde ein Gestaltungsplan entwickelt. Die gemeinnützigen Wohnbauträger Baugenossenschaft Glattal und Logis Suisse konnten daraufhin das Glasi-Areal kaufen und schlossen sich mit dem Totalunternehmer Steiner AG für die Entwicklung und Ausführung zusammen. Diese Bauherrschaft lancierte einen Studienauftrag und lud hiesige sowie international bekannte Architekturbüros ein. Die Architekten sollten ihre Vorstellungen eines Stadtquartiers formulieren. Für das 42'000 m2 grosse ehemalige Industrieareal waren eine hohe Bebauungsdichte, eine gute Durchmischung sowie Platz für Gewerbe und Gastrobetriebe gefordert.

## Architektur

### Städtebaulicher Studienauftrag

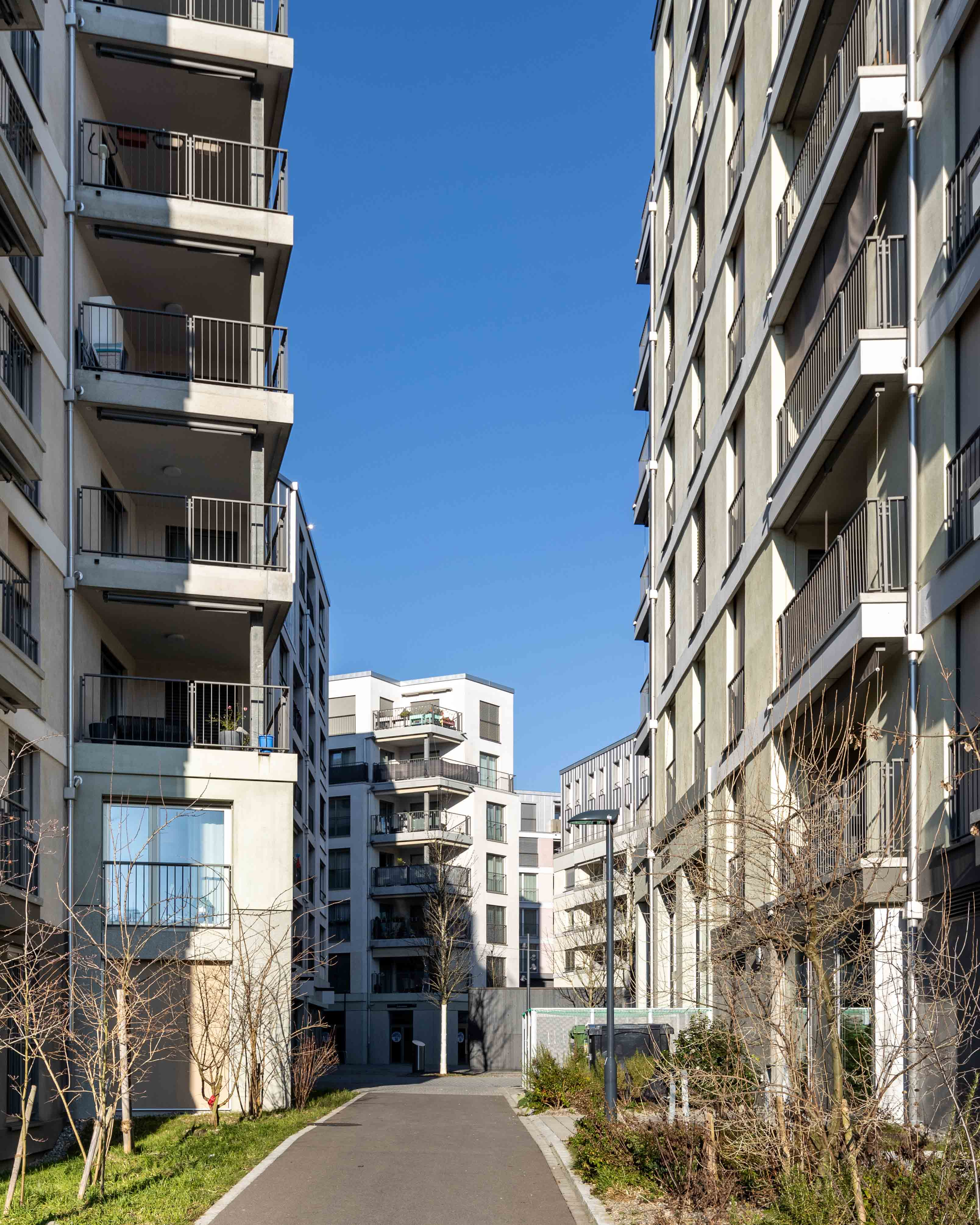
Einblick vom Rand hinein ins Glasi-Quartier

Der Entwurf von Duplex Architekten aus Zürich gewann 2013 den 1. Preis des ausgeschriebenen Wettbewerbs. Bei der Planung der Gebäude definierten die Architekten zuerst die Zwischenräume und gingen vorerst nicht von einzelnen Gebäuden aus. Daraus entstand ein strahlenförmiges Netz aus Strassen und Gassen. An den Kreuzungspunkten bilden sich so vier dreieckige Plätze mit jeweils eigenem Charakter. Insgesamt verzichtet die Planung fast gänzlich auf den rechten Winkel.
Für das Entwerfen der 21 Neubauten begann das Architekturbüro gleichzeitig an mehreren Orten, wobei von je einem der vier Quartierplätze ausgegangen wurde; die umliegenden Häuser wurden sodann Schicht für Schicht ausformuliert. Zusammen mit dem asymmetrischen Strassennetz ergab sich eine spitzwinklige und kleinteilige Anordnung. Das Quartier erinnert so an ein Gründerzeitviertel.
Durch diesen Bebauungsplan wurde für die 42'000 m2 Quartierfläche bei meist sechsstöckigen Gebäuden eine Totalgeschossfläche von 97'000 m2 erreicht.

### Bauten
Keines der Häuser auf dem Areal hat den gleichen Grundriss, und jedes ist unterschiedlich gestaltet: Die Balkone sind mal rund, manchmal weisen die Gebäude Erker auf. Die Fassadengestaltung kann sich mitten im Strassenzug ändern, obwohl alle Bauten – mit Ausnahme des Wohnturms – von Duplex Architekten entworfen wurden. Gemein ist den Häusern, dass der Sockel und der Dachrand jeweils deutlich hervortreten. Die äusserlich insgesamt hybride Stadtarchitektur scheint französisch inspiriert zu sein, das Strassenbild wird durch helle Pastelltöne geprägt.

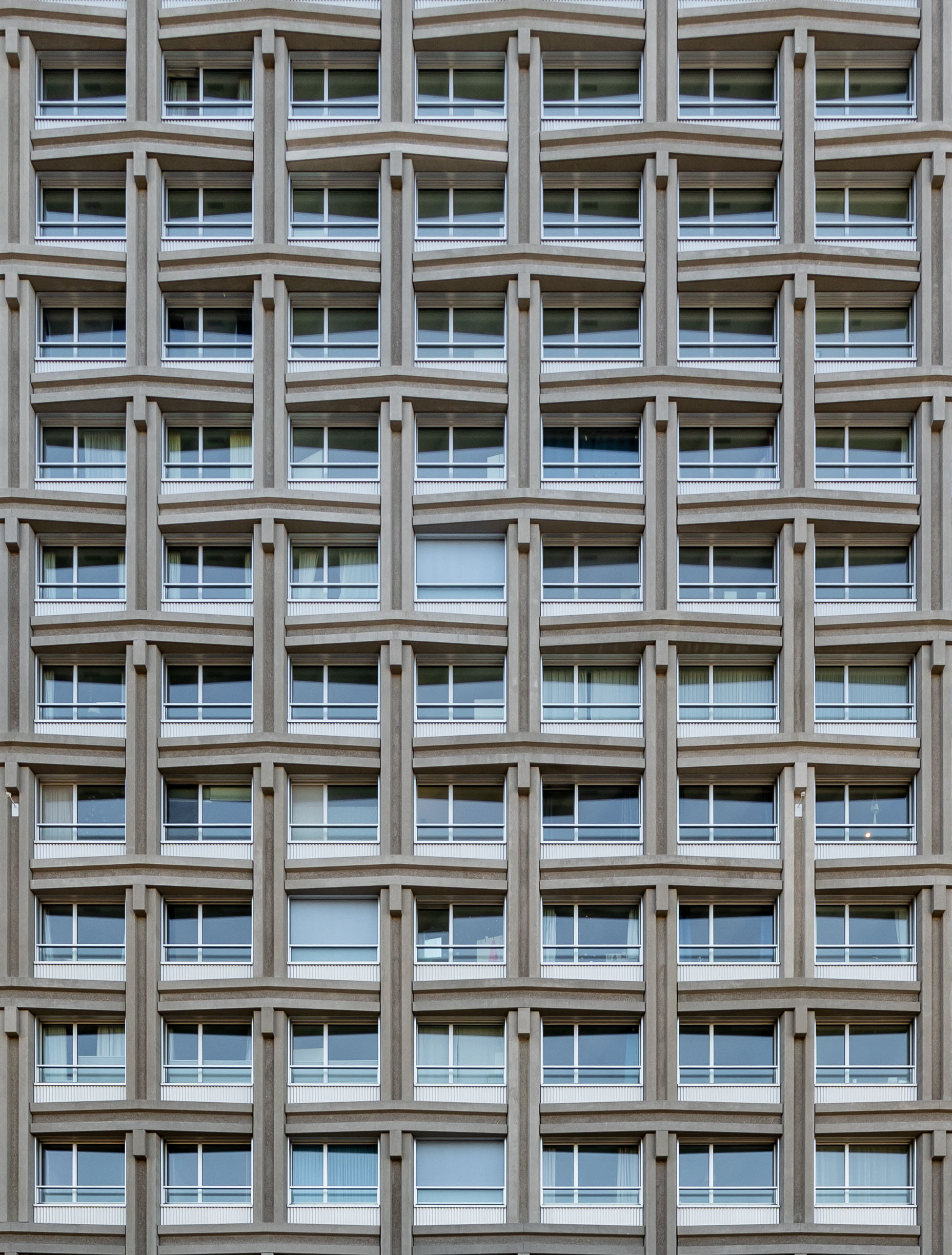
Ausschnitt der Fassade des Wohnturms mit der charakteristischen Struktur

Der Wohnturm von Wild Bär Heule Architekten überragt die übrigen Gebäude um 35 Meter und wird damit zum Orientierungspunkt des Quartiers. Das Hochhaus beherbergt 74 Eigentumswohnungen auf 18 Etagen. Der Grundriss hat eine fünfeckige Grundform, die Fassade erinnert an ein textiles Gewebe mit vertikalen Klett- und horizontalen Schussfäden. Die Ausnahme von dieser Fassadengestaltung bilden Sockel und Krone des Baus, die einfacher gehalten sind.

### Nutzung
Die 21 Gebäude bieten rund 19'000 m2 Gewerbefläche und 583 Wohneinheiten mit 76'000 m2 Wohnfläche. Bei den Wohnungen handelt es sich um 112 Eigentumswohnungen im Stockwerkeigentum. Mehr als die Hälfte der Mietwohnungen wird gemeinnützig verwaltet. Das Glasi-Quartier bietet so Platz für 1700 Bewohner.
Zur Überbauung gehören 1400 unter- und oberirdische Velostellplätze. Unter der Überbauung befinden sich drei Tiefgaragen mit 600 Autoabstellplätzen. Das Glasi-Quartier ist für Motorfahrzeuge befahrbar, jedoch ist die Geschwindigkeit auf 20 km/h begrenzt.

#### Nutzungsverteilung Erdgeschoss
| Fläche in m2 | Anteil | Nutzung                           |
| ------------ | ------ | --------------------------------- |
| 2010         | 24 %   | Wohnen                            |
| 0920         | 10 %   | Nebenräume Wohnen                 |
| 0240         | 03 %   | Bildung                           |
| 0740         | 09 %   | Gastronomie                       |
| 4600         | 54 %   | Läden und Gewerbe (inkl. Allmend) |
| 0400         | 05 %   | davon Nutzfläche Allmend          |
| 8510         | 100 %  | –                                 |

Läden belegen mehr als die Hälfte der Flächen im Erdgeschoss. Gastronomie und Bildung sind verstreut im Zentrum angesiedelt, zu den Rändern hin gibt es auch ebenerdige Wohnnutzung.

### Direkter Zugang zu den Bahn-Perrons
Eine neue Passerelle in Bülach verbindet ab Sommer 2027 die Quartiere Glasi und Guss direkt und barrierefrei mit den Bahn-Perrons, dem Bahnhof und wichtigen Einrichtungen wie dem Spital, dem Sportzentrum und dem Stadtzentrum. Das 160 Meter lange und komplexe Bauwerk überspannt 16 Gleise und wird bei laufendem Bahnbetrieb errichtet. Die Gesamtkosten betragen 28,5 Millionen Franken und werden von der Stadt, dem Bund sowie den Grundeigentümern der Quartiere getragen. Die Passerelle gilt als zentrales Infrastrukturprojekt, das Bülachs Stadtteile enger zusammenwachsen lässt und die Mobilität nachhaltig verbessert.

### Beteiligte Architekten
- Architektur und Städtebau: Duplex Architekten, Zürich
- Ausführungsplanung: ARGE Duplex Architekten, Zürich / IttenBrechbühl, Bern
- Architektur Hochhaus: Wild Bär Heule Architektur, Zürich
- Landschaftsarchitektur: Vogt Landschaftsarchitekten, Zürich (Wettbewerb), Studio Vulkan, Zürich (Masterplan)

## Auszeichnungen
- Best Architects 2024, für den Wohnturm von Wild Bär Heule Architekten[10]